# کنعان ایمیرزالی‌اوغلو
کنعان ایمیرزالی‌اوغلو (به ترکی استانبولی: Kenan İmirzalıoğlu) (زادهٔ ۱۸ ژوئن ۱۹۷۴) بازیگر، مدل سابق و مجری تلویزیونی اهل ترکیه است. او در فیلم‌هایی همچون برای عشق و افتخار، یاندیم علی آخرین بازمانده عثمانی و مجموعه‌های تلویزیونی همچون روزگار تلخ، ایزل و کارادایی ایفای نقش کرده‌است.

## اوایل زندگی
ایمیرزالی‌اوغلو در ۱۸ ژوئن ۱۹۷۴ در روستای اوچم، منطقه بالآ در حومه آنکارا زاده شد. اما تاریخ تولدش در شناسنامه ۱۰ آوریل ۱۹۷۴ نوشته شده‌است. نسب کنعان ایمیرزالی‌اوغلو از استان اوزون حسن است که یکی از سلطان‌های سلسله آق قویونلو بود که به ترکمانان گوسفند سفید نیز معروف بود، می‌رسد. او تا سن ۱۲‌سالگی تحصیلات ابتدایی را در روستای خود به اتمام رسانده و برای ادامه تحصیلات متوسطه به نزد عمه‌اش در آنکارا رفت. او تحصیلات دانشگاهی خود را در دانشگاه فنی ییلدیز استانبول، در رشته ریاضی به پایان رساند.

## حرفه‌
ایمیرزالی‌اوغلو در سال ۱۹۹۷ در بین ۴۰۰۰ نفر شرکت‌کننده مسابقه بهترین مدل ترکیه به مرحله انتخاب ۲۰ نفر برتر صعود کرده و سپس به عنوان نفر اول این مسابقه انتخاب می‌شود. بعد از آن به عنوان نماینده کشور ترکیه در مسابقه بهترین مدل مرد جهان شرکت و با کسب مقام نخست، عنوان بهترین مدل مرد جهان را به خود و برای اولین بار به کشور ترکیه اختصاص داد. سپس توجه عثمان سیناو که تهیه‌کننده و فیلم‌نامه‌نویس است را به خود جلب کرد و اولین نقش خود را برای مجموعۀ تلویزیونی عثمان سیناو به نام دل دیوانه به عنوان بازیگر اصلی بازی کرد و حرفه خود را به عنوان یک بازیگر آغاز کرد.
سپس با بازی در فیلم شیر یا خط و مجموعۀ تلویزیونی روزگار تلخ در کنار بعضی از بازیگران معروف ترکیه در نقش‌های کلیدی و اصلی ظاهر شد. او در فیلم آخرین بازمانده عثمانی در کنار جانسو دره به نقش آفرینی پرداخت.
او در سال ۲۰۰۹ در فیلم دام اژدها و مجموعۀ تلویزیونی ایزل به بازیگری حرفه‌ای خود ادامه داد. در سال ۲۰۱۲ برای بازی در مجموعۀ تلویزیونی کارادایی مبلغ ۴ میلیون دلار دریافت کرده که این بیشترین دستمزد تاریخ سینما و تلویزیون ترکیه محسوب می‌شود.

## زندگی شخصی
کنعان در سال ۲۰۱۶ با صینم کوبال، مدل و بازیگر ترکیه‌ای ازدواج کرد. اولین فرزند این زوج، دختری به نام لالین، در اکتبر ۲۰۲۰ زاده شد و دختر دوم آنها به نام لیلا در می ۲۰۲۲ زاده شد.

## فیلم‌شناسی

### فیلم
| سال  | عنوان                                           | نقش           | توضیحات      |
| ---- | ----------------------------------------------- | ------------- | ------------ |
| ۲۰۰۱ | دل دیوانه:بومرنگ جهنم                           | یوسف میر‌اوغلو |              |
| ۲۰۰۴ | شیر یا خط                                       | جوهر          |              |
| ۲۰۰۶ | یاندیم علی آخرین بازمانده عثمانی                | علی           |              |
| ۲۰۰۷ | برای عشق و افتخار                               | دوران         |              |
| ۲۰۱۰ | دام اژدها                                       | جلال عقرب     |              |
| ۲۰۱۲ | داستان طولانی                                   | علی سوسیالیست |              |
| ۲۰۱۷ | جینگوز رجایی                                    | رجایی         |              |
| ۲۰۲۳ | لاک‌پشت‌های نینجای جهش‌یافته نوجوان: آشوب جهش‌یافته | دوناتلو       | نسخه انگلیسی |

### تلویزیون
| سال        | عنوان                       | نقش            | توضیحات          |
| ---------- | --------------------------- | -------------- | ---------------- |
| ۱۹۹۸-۲۰۰۳  | دل دیوانه                   | یوسف میراوغلو  |                  |
| ۲۰۰۱       | روابط زندگی                 | خودش           |                  |
| ۲۰۰۳-۲۰۰۵  | گرگ و میش                   | فرید چاغلایان  |                  |
| ۲۰۰۵-۲۰۰۷  | روزگار تلخ                  | محمت           |                  |
| ۲۰۰۷       | بیاز شو                     | خودش           | مهمان برنامه     |
| ۲۰۰۹-۲۰۱۱  | ایزل                        | ایزل بایراکتار |                  |
| ۲۰۱۲-۲۰۱۵  | کارادایی                    | ماهیر کارا     |                  |
| ۲۰۱۸       | محمد: فاتح جهان             | محمد دوم       |                  |
| اکنون-۲۰۱۹ | چه کسی می‌خواهد میلیونر شود؟ | مجری           | مسابقه تلویزیونی |
| ۲۰۲۰       | الف                         | کمال           | سریال اینترنتی   |

## پیوندها به بیرون
- Kenan İmirzalıoğlu در بانک اطلاعات اینترنتی فیلم‌ها (IMDb)